# Премия «За гражданское мужество»
Премия «За гражданское мужество» (англ. Civil Courage Prize) — это награда в области прав человека, которая отмечает «стойкое сопротивление злу с большим личным риском, а не военную доблесть». Премия была основана в 2000 году Фондом Норткота Паркинсона. Цель премии — не создать «рейтинг», а «привлечь внимание к отдельным выдающимся героям совести». Она была вдохновлена примером советского диссидента Александра Солженицына.

## История
В 2007 году Фонд Норткота Паркинсона был переименован в Фонд Трейна в знак признания вклада семьи инвестиционного консультанта Джона Трейна, основного донора фонда.
В 2022 году попечительский совет состоял из семи членов:
- Джон Трэйн (председатель)
- Джордж К. Биддл, попечитель и сопредседатель; председатель компании World Connect (сопредседатель)
- Луис Н. Бикфорд, генеральный директор MEMRIA.ORG (казначей)
- Ариадна Кальво-Платеро, журналист (президент)
- Муса Т. Хлебников, исполнительный директор Фонда Пола Хлебникова
- Достопочтенный Николас Платт, бывший посол США
- Энн Браунелл Слоан, Фонд Эйзенхауэра

С 2000 года фонд ежегодно присуждает Премию «За гражданское мужество» одному или двум активистам. Премия сопровождается гонораром в размере 25 000 долларов. Номинации принимаются от международных неправительственных организаций, а незапрошенные кандидатуры не приветствуются. Церемония награждения проходит в Нью-Йорке или Лондоне в октябре каждого года. Основными докладчиками были британский историк Майкл Ховард, американский журналист Джон Мичем, министр внутренних дел Великобритании Дуглас Херд, и президент Чили Мишель Бачелет.
Также были названы семь посмертных лауреатов премии — от шведского бизнесмена Рауля Валленберга, который работал над спасением жизни венгерских евреев во время Второй мировой войны, до индонезийского правозащитника Мунира Саида Талиба, убитого в 2004 году. В 2004 и 2005 годах Фонд также вручал «Сертификаты отличия в гражданском мужестве» отдельным финалистам премии. Эти сертификаты включали в себя гонорары в размере 1000 долларов за штуку.

## Лауреаты
| Год  | Лауреаты                  | Страна                           | Ссылка |
| ---- | ------------------------- | -------------------------------- | ------ |
| 2000 | Наташа Кандич             | Югославия                        | [ 9 ]  |
| 2001 | Пол Камара                | Сьерра-Леоне                     | [ 9 ]  |
| 2002 | Владимиро Рока Антунес    | Куба                             | [ 9 ]  |
| 2003 | Шахназ Бухари             | Пакистан                         | [ 9 ]  |
| 2004 | Эмадеддин Баги            | Иран                             | [ 9 ]  |
| 2004 | Лавмор Мадуку             | Зимбабве                         | [ 9 ]  |
| 2005 | Мин Ко Наинг              | Мьянма                           | [ 9 ]  |
| 2005 | Анна Политковская         | Россия                           | [ 9 ]  |
| 2006 | Рафаэль Маркес де Мораис  | Ангола                           | [ 9 ]  |
| 2007 | Филипп Бак                | Соединённые Штаты Америки        | [ 9 ]  |
| 2008 | Али Салем                 | Египет                           | [ 9 ]  |
| 2009 | Аминату Хайдар            | Западная Сахара                  | [ 9 ]  |
| 2010 | Эндрю Вайт                | Англия                           | [ 9 ]  |
| 2011 | Лидия Качо Рибейро        | Мексика                          | [ 9 ]  |
| 2011 | Тривени Ачарья            | Индия                            | [ 9 ]  |
| 2012 | Юй Цзе                    | Китай                            | [ 10 ] |
| 2013 | Дени Муквеге              | Демократическая Республика Конго | [ 9 ]  |
| 2014 | Никола Граттери           | Италия                           | [ 9 ]  |
| 2015 | Ирис Ясмин Барриос Агилар | Гватемала                        | [ 11 ] |
| 2015 | Клаудия Пас-и-Пас         | Гватемала                        | [ 11 ] |
| 2016 | Ракку тихо режут          | Сирия                            | [ 12 ] |
| 2017 | Пьер Клавер Мбонимпа      | Бурунди                          | [ 13 ] |
| 2018 | Владимир Кара-Мурза       | Россия                           | [ 14 ] |
| 2019 | Гонсало Химиоб            | Венесуэла                        | [ 15 ] |
| 2021 | Эрик К. Уорд              | Соединённые Штаты Америки        | [ 16 ] |
| 2022 | Алексей Навальный         | Россия                           | [ 17 ] |
| 2023 | Насрин Сотуде             | Иран                             | [ 18 ] |

## Посмертные лауреаты
| Лауреаты                 | Год смерти | Страна    | Ссылка |
| ------------------------ | ---------- | --------- | ------ |
| Дитрих Бонхёффер         | 1945       | Германия  | [ 8 ]  |
| Джованни Фальконе        | 1992       | Италия    | [ 8 ]  |
| Абдул-Латиф Али аль-Майя | 2004       | Ирак      | [ 8 ]  |
| Розмари Нельсон          | 1999       | Ирландия  | [ 8 ]  |
| Мунир Саид Талиб         | 2004       | Индонезия | [ 8 ]  |
| Нилан Тиручелвам         | 1999       | Шри-Ланка | [ 8 ]  |
| Рауль Валленберг         | 1947       | Швеция    | [ 8 ]  |

## Грамоты за гражданское мужество
| Год  | Лауреаты                | Страна                           | Ссылка |
| ---- | ----------------------- | -------------------------------- | ------ |
| 2004 | Нгуен Дан Ке            | Вьетнам                          | [ 19 ] |
| 2004 | Арнольд Цунга           | Зимбабве                         | [ 19 ] |
| 2004 | Рафаэль Вакенге         | Демократическая Республика Конго | [ 19 ] |
| 2005 | Раджан Хул              | Шри-Ланка                        | [ 19 ] |
| 2005 | Копаласингхам Шритхаран | Шри-Ланка                        | [ 19 ] |